# Jim Weider
Jim Weider (1951) é um guitarrista estadunidense, mais conhecido por seu trabalho com o The Band. Passou a integrar o grupo em 1985, em substituição a Robbie Robertson.
Weider começou a tocar guitarra aos 11 anos de idade. Ainda adolescente, conheceu Levon Helm, entrando para o círculo de amigos do The Band na cidade de Woodstock. Acabaria por tornar-se músico de sessão, até voltar para sua cidade natal e ser convidado a substituir Robertson quando da reunião do The Band no começo da década de 1980, permanecendo com eles até a dissolução do grupo em 2000, após a morte de Rick Danko no final de 1999.